# باب ملکولم
باب ملکولم (انگلیسی: Bob Malcolm؛ زادهٔ ۱۲ نوامبر ۱۹۸۰) بازیکن فوتبال اهل بریتانیا است.
از باشگاه‌هایی که در آن بازی کرده است می‌توان به باشگاه فوتبال بریزبن رور، باشگاه فوتبال کویینز پارک رنجرز، باشگاه فوتبال دربی کانتی، باشگاه فوتبال مادرول، باشگاه فوتبال رنجرز، و باشگاه فوتبال داندی اشاره کرد.